# Алейроновые зёрна
Алейро́новые зёрна (от греч. ἄλευρον (aleuron) — мука) — отложения белка в клетках запасающих тканей семян некоторых растений. Форма и строение их разнообразны, могут быть как аморфными, так и кристаллическими, размер от 0,2 до 20 мкм. Кроме белка, иногда содержат кристаллы оксалата кальция и фитин в виде особых включений, называемых глобоидами.
Образуются при созревании семян из вакуолей.
Когда семена прорастают, содержимое алейроновых зёрен расщепляется специальными ферментами и используется для питания зародыша.
Алейроновые зёрна встречаются у растений из семейств гречишных, бобовых, злаков и других.